# のりのりバス
のりのりバスは、茨城県つくば市がかつて運行していたコミュニティバス（福祉バス）である。試行運行中は「福祉循環バス」と称していたが、誰でも乗れるバスとして「のりのりバス」の名称を公募により採用した。
2002年4月1日から2006年3月31日まで運行された。2006年4月1日から有料のコミュニティバス「つくバス」が運行を開始するにあたり、同年3月31日をもって廃止された。

## 概要
2000年9月15日より運行開始された「福祉循環バス」は、「高齢者、障害者、車を持たない移動制約者の主要公共施設などへのアクセスを支援することを目的」としてであった。「のりのりバス」は一般会計予算の事業であり、保健福祉部扱いである。小中学校の通学や老人福祉センターなど公共福祉施設の送迎バス的な性格と、不便地域対策の生活バスとしての面を併せ持っていた。
「のりのりバス」は、13の運行系統を設け定められた運行時刻に基づき運行され、停留所に於いて乗り降りする乗合バス方式を採っていた。運行は民間業者に委託。運賃は不要であった。
13の運行系統により広大な市域をカバー。鉄道駅、バスターミナル、分散している市庁舎、福祉施設など公共施設を経由、発着し路線バス空白地帯も循環した。全系統毎日運行（年末年始を除く）で、一系統当たり一日2 - 4往復程度運行されていた。小型マイクロバスを使用し、大型バスが通れない集落内などの狭隘道路も経路に採用されていた。一つの系統はかなり距離が長く各地区巡回のため運行経路は至って複雑であり、同じ地点を2度通過する系統も存在した。これらのコースの多くは、つくバスに継承されている。
バス停留所の表示板の高さは約145cmであり、市内を走る民営バスのものと比べるとかなり低く小さいものであった。目印として分かりやすくするためか、付近にある商店や私企業の名を付けている停留所も存在した。
2002年11月1日のつくば市・稲敷郡茎崎町合併により旧茎崎町の福祉バス「ひまわり号」が委託会社と車両そのままに2003年4月1日以降「のりのりバス」運行体形に組み込まれ、通しの系統番号が付与された。旧ひまわり号各系統は旧茎崎町域のみならず旧つくば市域に乗り入れることになり、旧茎崎町東部各地と遠く離れた筑波研究学園都市センター地区を結ぶことになった。
利用状況は、高齢者などの福祉センターの往復利用や小学生・高校生の通学、学園地区に於ける短距離利用などによく利用されていた。自治体バスとしては珍しく満員かそれに近い状態になることもあったが各便や区間、時間帯による利用者の落差は大きかった。2004年度の利用者は月平均28000人程度であった。
移動制約者の移動手段確保という福祉施策の面と、利用者制限がない点は自治体の取り組みに対し評価がなされている一方、電動車椅子では乗れないといった問題点が指摘されたが2005年3月に1 - 11コースのバスは電動車椅子対応の固定装置を装備した。
2005年8月24日のつくばエクスプレス開業に合わせ6・7・8・10・11・13コースの変更を行い研究学園駅、万博記念公園駅、みどりの駅への接続を図った（つくば駅は当初から乗り入れていた「つくばセンターバスターミナル」であり、2005年8月24日に停留所名を改称）。

### のりのりバスから「つくバス」へ
つくばエクスプレス開業という市内の交通体系に変化があるなか2006年3月限りで現体制を廃止し、新たなコミュニティバスであるつくバスへ移行された。運賃は現行の無料から変更され有料（100 - 400円）となり、運行時間も現行の7時から19時までに対し6時から22時までに拡大された。つくばエクスプレス各駅に接続するなど運行コースの一部変更が実施され、車両についても全車ノンステップバスとなった。
なお、のりのりバスは開始当初から有料化が検討されたが、委託事業者である筑波学園タクシー協同組合が道路運送法に基づく一般乗合旅客自動車運送事業許可を受けていないなどの理由から見送られた経緯がある。

## 運行委託事業者
- 1 - 11コース：筑波学園タクシー協同組合
- 12, 13コース：北総交通（水海道市中妻町）

## 路線
運行系統は「○コース」（○は数字）と称し、起点方向、終点方向の双方向に便が設定されていた。
2005年8月24日現在の運行系統（おもな運行地域）
- 1コース（筑波地区）
- 2コース（筑波地区）
- 3コース（筑波地区 - つくば駅）
- 4コース（大穂・豊里地区 - つくば駅）
- 5コース（つくば駅 - 桜地区 - 研究学園駅）
- 6コース（大穂・豊里地区 - つくば駅）
- 7コース（つくば駅 - 谷田部・豊里地区 - 万博記念公園駅）
- 8コース（谷田部・豊里地区 - 万博記念公園駅）
- 9コース（谷田部地区 - つくば駅）
- 10コース（つくば駅 - 谷田部地区 - みどりの駅）
- 11コース（谷田部地区 - みどりの駅）
- 12コース（茎崎地区 - つくば駅）
- 13コース（茎崎地区 - みどりの駅）

## 車両
- 1 - 11コース：:マイクロバス「シビリアン」（日産自動車）

ピンクに赤の水玉のデザインが施されている。
- 12、13コース：小型バス「エアロミディMK」（三菱ふそうトラック・バス）

側面にひまわりのデザインが施されている。